# Зірка (Київ)
«Зірка» — аматорський футбольний клуб з міста Києва. Виступав у чемпіонаті ААФУ 2008 року. Футболіст команди Євгеній Рябчук став найкращим бомбардиром чемпіонату, забивши 8 голів у 6-ти матчах.
Юнацькі команди клубу виступають у чемпіонаті Києва, однак доросла команда в сезоні 2018/19 на чемпіонат міста чи вищий рівень не заявлена.

## Відомі гравці
- Владислав Сухомлинов